# Rosa saundersiae
Rosa saundersiae (троянда Сондерса) — вид рослин з родини трояндових (Rosaceae). Типове місце знаходження: Пагорби Мюррі (англ. Murree Hills) на висоті понад 2000 метрів, типовий зразок зібрав Сондерс І. М. (англ. Saunders E. M.).

## Опис
Це випростаний кущ з довгими прямими шипами. Молоді стебла червоні; старші — яскраво блискуче коричневі. Чашолистків 5, вони довші за пелюстки. Пелюстків 5, білі.

## Поширення
Вид зростає в пн.-сх. Пакистані — Пенджаб.